# Ole Neumann
Ole Neumann (født 16. oktober 1947 i Nakskov, død 25. januar 2025) var en dansk barnefilmstjerne. Han var mest kendt som Lille Per i de otte oprindelige Far til fire-film og siden som Martin, godsejerens barnebarn, i de tre film om Næsbygaard.
Ole Neumann var adoptivsøn af den københavnske fiskehandler Helmer Neumann, som havde Tranehavens Fiskehus i Sydhavnen, og dennes hustru Julia. Han blev døbt 9. maj 1948 i Absalonskirken. Ole Neumann voksede op på Vesterbro.
Efter filmkarrieren indledte Ole Neumann en karriere som musiker og spillede blandt andet i Star Club i Hamburg. Først i 1970'erne etablerede han sig som fotograf efter et tilløb som fotograf ved Weekend Sex.
Ole Neumann døde den 25. januar 2025.

## Filmografi
- Far til fire (1953)
- Fløjtespilleren (1953)
- Far til fire i sneen (1954)
- Far til fire på landet (1955)
- Far til fire i byen (1956)
- Far til fire og onkel Sofus (1957)
- Far til fire og ulveungerne (1958)
- Far til fire på Bornholm (1959)
- Det skete på Møllegården (1960)
- Far til fire med fuld musik (1961)
- Kampen om Næsbygaard (1964)
- Næsbygaards arving (1965)
- Krybskytterne på Næsbygaard (1966)